# 八川駅
八川駅（やかわえき）は、島根県仁多郡奥出雲町八川にある、西日本旅客鉄道（JR西日本）木次線の駅である。愛称は「脚摩乳」（あしなづち）。

## 歴史
- 1934年（昭和9年）11月20日：鉄道省木次線出雲三成駅 - 当駅間延伸時に終着駅として開設[1]。
- 1937年（昭和12年）12月12日：木次線当駅 - 備後落合駅間延伸、途中駅となる。
- 1971年（昭和46年）10月1日：国鉄職員による乗車券発売停止[2]、手小荷物の取り扱い停止[3][4]。
- 1987年（昭和62年）4月1日：国鉄分割民営化に伴い、JR西日本の駅となる[1]。

## 駅構造
備後落合方面に向かって右側に単式ホーム1面1線を有する地上駅（停留所）。以前は相対式ホーム2面2線であったが、片側の1面1線（2番線）は撤去された。
木次鉄道部管理の簡易委託駅。

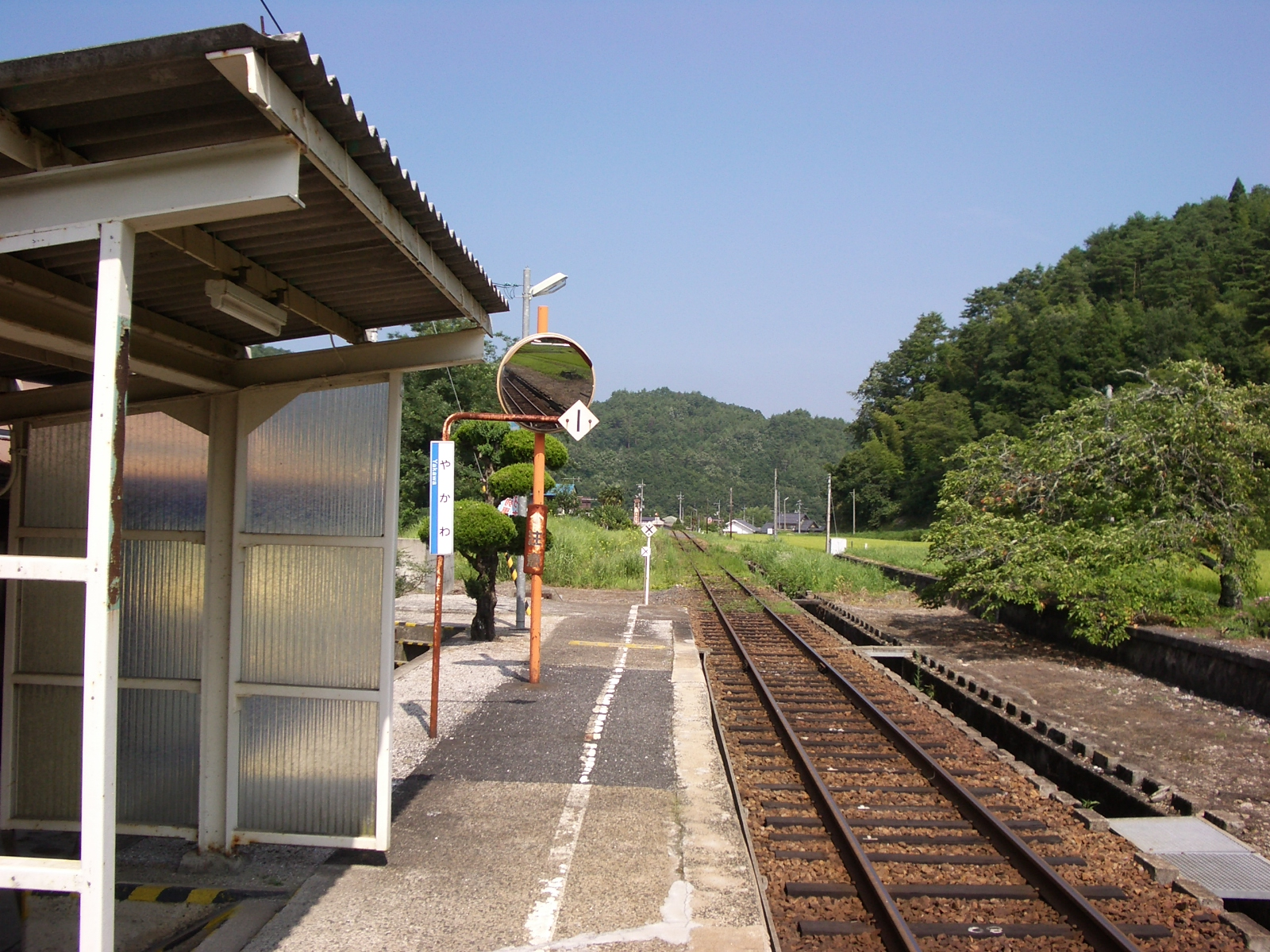
ホーム（2005年8月）
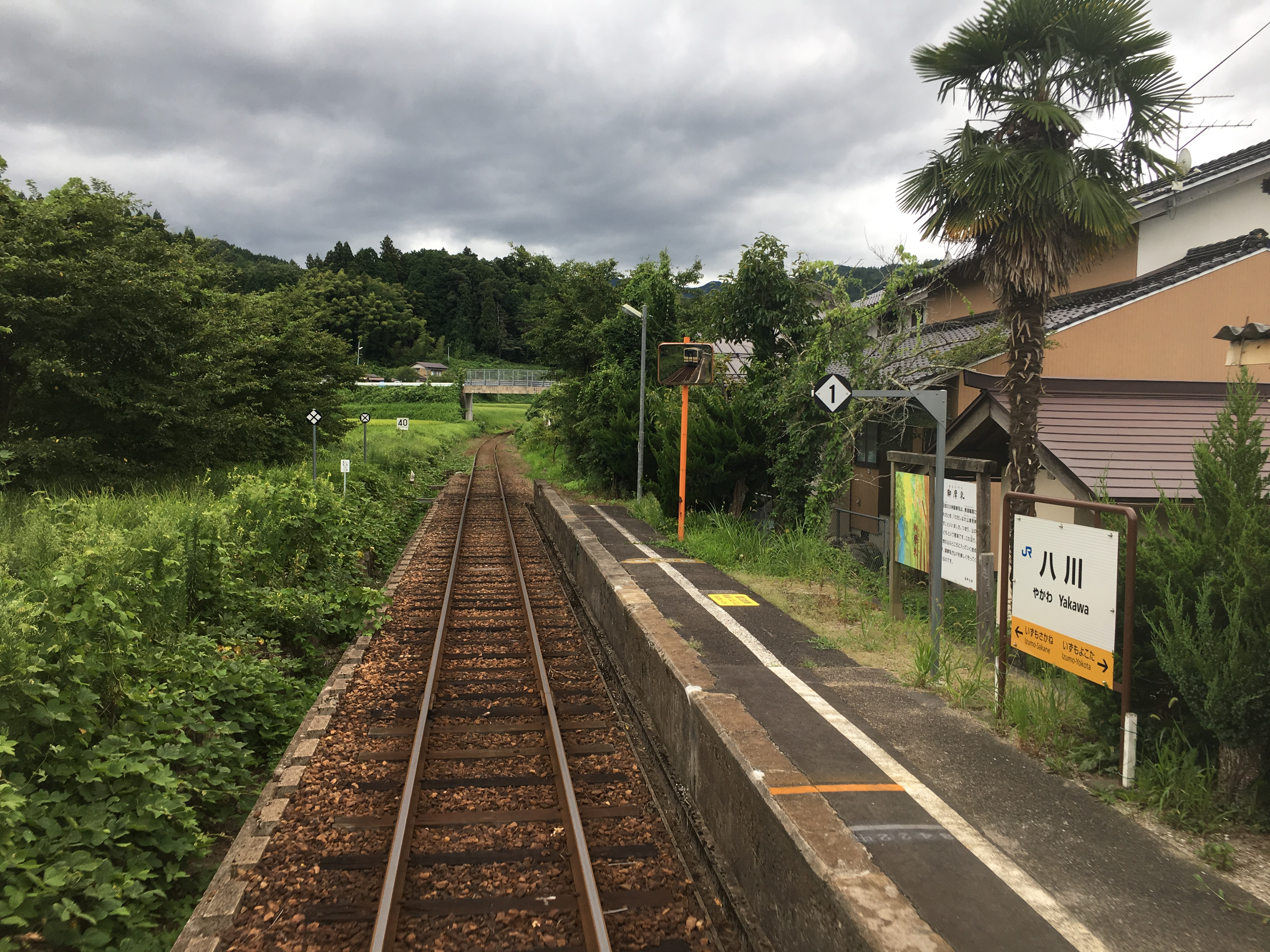
ホーム（2019年8月）

## 利用状況
近年の1日平均乗車人員の推移は以下の通り。なお、1994年度は34人、1984年度は42人だった。
| 乗車人員推移 | 乗車人員推移 |
| 年度         | 1日平均人数  |
| ------------ | ------------ |
| 1981         | 24           |
| 1984         | 42           |
| 1994         | 34           |
| 1999         | 16           |
| 2000         | 4            |
| 2001         | 2            |
| 2002         | 2            |
| 2003         | 2            |
| 2004         | 1            |
| 2005         | 1            |
| 2006         | 1            |
| 2007         | 2            |
| 2008         | 1            |
| 2009         | 1            |
| 2010         | 1            |
| 2011         | 0            |
| 2012         | 0            |
| 2013         | 1            |
| 2014         | 0            |
| 2015         | 0            |
| 2016         | 0            |
| 2017         | 0            |
| 2018         | 0            |
| 2019         | 0            |
| 2020         | 0            |
| 2021         | 1            |
| 2022         | 1            |

## 駅周辺
- 八川そば[5][6] - 駅前にあるそば屋。トロッコ列車（奥出雲おろち号）の運行に合わせて「そば弁当」の予約を承っている。
- 国道314号
- 島根県道49号上阿井八川線
- 島根県道218号八川停車場線
- 奥出雲交通八川駅前停留所

## その他
- 映画『砂の器』（1974年）では、当駅駅舎が亀嵩駅と言う設定でロケに使われた（※ホームロケ地は出雲八代駅）。

## 隣の駅
西日本旅客鉄道（JR西日本）
 木次線
出雲横田駅 - 八川駅 - 出雲坂根駅

#### 統計資料
1. ↑  “島根県統計書”. しまね統計情報データベース.   島根県政策企画局. 2025年2月5日閲覧。